# 北國浩二
北國 浩二（きたくに こうじ、1964年 -）は、日本の小説家、推理作家、SF作家。

## 来歴
大阪府大阪市生まれ。
2003年、近未来を舞台とした謀略探偵小説「ルドルフ・カイヨワの事情」で第5回日本SF新人賞に佳作入選（同年の受賞者は八杉将司、もう1人の佳作入選者は片理誠）。2005年5月、同作を改題した『ルドルフ・カイヨワの憂鬱』でデビューした。
第2作目の『夏の魔法』は、Amazon.co.jpの「Best Books of 2006 エディターズ・ピック：文芸」でベスト20作品のうちの1作に選出された。
第3作目の『リバース』は、『2010 本格ミステリ・ベスト10』で9位にランクインした。

## 作品リスト

### 単著
- 『ルドルフ・カイヨワの憂鬱』（徳間書店） 2005年5月 - 「ルドルフ・カイヨワの事情」を改題
- 『夏の魔法』（東京創元社、ミステリ・フロンティア） 2006年10月
- 『リバース』（原書房） 2009年6月、のちPHP文芸文庫  2012年8月
- 『サニーサイド・スーサイド』（原書房） 2010年9月
- 『アンリアル UnReal』（講談社BOX） 2010年11月
- 『嘘』（PHP研究所） 2011年7月、のちPHP文芸文庫 2015年3月
- 『ペルソナの鎖』（2013年9月 新潮社）
- 『名言探偵』（PHP研究所） 2014年5月、のち改題『猫のいる喫茶店の名言探偵』（PHP文芸文庫） 2016年9月
- 『ヘブンズスラム 横浜市警第3分署』（徳間文庫） 2014年9月
- 『ブラッドショット 横浜市警第3分署』（徳間文庫） 2015年2月
- 『白般若は語らない』（富士見L文庫） 2015年8月
- 『夏の償い人 鎌倉あじさい署』（北國之浩二名義、祥伝社文庫） 2016年6月

### アンソロジー
「」内が北國浩二の作品
- 『虚構機関 - 年刊日本SF傑作選』（創元SF文庫）2008年12月 「靄の中」 - 初出：徳間書店『SF Japan』2007年冬号

### 単行本未収録短編
- 「ミッシング」（徳間書店、『SF Japan』2008年冬号）